# Корин
Корин (на английски: Corinne) е град в окръг Бокс Елдър, щата Юта, САЩ. Корин е с население от 621 жители (2000) и обща площ от 9,5 km². Намира се на 1288 m надморска височина. ЗИП кодът му е 84307, а телефонният му код е 435.